# Страм (Вісконсин)
Страм (англ. Strum) — селище (англ. village) в США, в окрузі Тремполо штату Вісконсин. Населення — 1114 осіб (2010).

## Географія
Страм розташований за координатами 44°33′11″ пн. ш. 91°23′16″ зх. д. / 44.55306° пн. ш. 91.38778° зх. д. (44.552938, -91.387799).  За даними Бюро перепису населення США в 2010 році селище мало площу 3,32 км², з яких 3,06 км² — суходіл та 0,26 км² — водойми.

## Демографія
Згідно з переписом 2010 року, у селищі мешкало 1114 осіб у 440 домогосподарствах у складі 293 родин. Густота населення становила 336 осіб/км².  Було 467 помешкань (141/км²).
Расовий склад населення:
| - 96,1 % — білих - 0,2 % — чорних або афроамериканців - 0,2 % — азіатів - 0,1 % — корінних американців - 2,9 % — осіб інших рас |

До двох чи більше рас належало 0,5 %. Частка іспаномовних становила 6,6 % від усіх жителів.
За віковим діапазоном населення розподілялося таким чином: 26,8 % — особи молодші 18 років, 54,7 % — особи у віці 18—64 років, 18,5 % — особи у віці 65 років та старші. Медіана віку мешканця становила 38,6 року. На 100 осіб жіночої статі у селищі припадало 104,0 чоловіків;  на 100 жінок у віці від 18 років та старших — 105,5 чоловіків також старших 18 років.
Середній дохід на одне домашнє господарство  становив 54 351 долар США (медіана — 45 536), а середній дохід на одну сім'ю — 66 075 доларів (медіана — 61 845). Медіана доходів становила 45 250 доларів для чоловіків та 32 083 долари для жінок. За межею бідності перебувало 7,4 % осіб, у тому числі 7,3 % дітей у віці до 18 років та 18,4 % осіб у віці 65 років та старших.
Цивільне працевлаштоване населення становило 514 осіб. Основні галузі зайнятості: освіта, охорона здоров'я та соціальна допомога — 29,0 %, виробництво — 19,3 %, сільське господарство, лісництво, риболовля — 10,7 %, роздрібна торгівля — 9,7 %.